# Empis jacksoni
Empis jacksoni är en tvåvingeart som beskrevs av Smith 1971. Empis jacksoni ingår i släktet Empis och familjen dansflugor.
Artens utbredningsområde är Kongo. Inga underarter finns listade i Catalogue of Life.